# 朱明銳
朱明銳（英語：Daniel Chu Ming Yui，1954年2月18日—），人稱銳哥（有時會變調為Yui1 Go4），著名香港電台界人士、前著名電台組合六啤半成員、前新城電台台長。

## 背景
朱明銳有四名兄弟姊妹，1968年小學畢業，便考入聖公會諸聖中學。他1973年中五畢業後得到老師介紹到香港商業電台任職助理，此前在1972年六一八雨災一事中主動記錄需要透過電台發出的新聞消息，超出其工作範圍，結果獲上司賞識調職商業二台控制員。數年後累積了幕後製作經驗，因而獲俞琤安排負責《突破時刻》的錄音與監製部分，繼而當上唱片騎師。基於俞琤有意發掘播音員當歌手，朱未幾獲選為「六啤半」其中一位成員，入行以來受俞琤、甘國亮以及前新城廣播董事總經理馬健生的影響（前二者以教導為主）較大。他於1987年至1988年在俞琤建議下轉到百代唱片工作。1988年因應她重返商業電台任董事兼總經理，進行名為「三二一起飛」的改革，朱明銳受邀回到商業電台，漸漸由廣播節目主持，變成兼顧戶外節目、音樂會、節目監製等項目的行政人員。
直至1996年，他朱明銳量了九七回歸問題及自身與子女發展問題而選擇離開香港，並移民加拿大溫哥華生活，為時4年。4年間有兩年時間用以擔任當時的小型華語電台的項目經理，主要教導其他播音人員製作節目。但是隨著該電台被台灣商人收購，朱明銳其餘兩年時間並沒有工作在身。
在2001年，朱明銳回流香港出任新城電台高層，是新城娛樂及采迅台營運總監。他於2006年升為新城動力有限公司總裁，2007年10月調任新城娛樂台及新城采訊台台長，2008年1月升為新城知訊台台長（音樂及娛樂）。直至2016年，朱明銳離職，離職前是新城電台音樂、娛樂及製作總經理。離職原因在於他已屆新城一方指定的退休年齡，其他高層認為需要有新轉變，加上朱本人覺得數碼電台在手機及網絡文化興盛的情況下發展前景差，不值得再投放更多資源大力發展，於是轉向唱片公司「理想天映」另謀高就。不久於2017年為了嘗試營運網台而加入「面包台」出任台長。此前於2015年曾牽涉疑似舉中指事件；當時他在記者會上被問到女歌星容祖兒缺席新城勁爆頒獎禮卻急忙回港出席叱咤頒獎禮一事後，疑以中指指鼻，事後解釋為痕癢所致。但後來指出舉中指事件是令他離職的原因。他現時是SL國際藝人練習生統訓學院的導師。

## 個人生活
朱明銳於1983年3月結婚，婚後育有兩名兒子。

## 其他資料
「六啤半」成員拍攝專輯封面當天，朱明銳因患上盲腸炎而入院治療，所以未能出席。

## 曾參與節目
- 2018年 - 《百萬富翁》（與陳少寶合作，獲得40,000港元）